# 뷰스앤뉴스
뷰스앤뉴스(views&news)는 대한민국의 인터넷 신문이다. 뷰스앤뉴스는 정치, 경제, 국제, 사회 등을 다룬다.